# Clostridium aminophilum
Clostridium aminophilum è una specie di batterio appartenente alla famiglia delle Clostridiaceae.